# Anajatuba (kommun)
Anajatuba är en kommun i Brasilien.   Den ligger i delstaten Maranhão, i den nordöstra delen av landet, 1 400 km norr om huvudstaden Brasília. Antalet invånare är 25 294.
Följande samhällen finns i Anajatuba:
- Anajatuba

Omgivningarna runt Anajatuba är huvudsakligen savann. Runt Anajatuba är det ganska glesbefolkat, med 35 invånare per kvadratkilometer.